# Cyathothecium distichaceum
Cyathothecium distichaceum är en bladmossart som beskrevs av Hugh Neville Dixon 1938. Cyathothecium distichaceum ingår i släktet Cyathothecium och familjen Hypnaceae. Inga underarter finns listade i Catalogue of Life.